# Техано
Теха́но (исп. Tejano) — термин, обозначающий жителей Техаса с креольскими или мексиканскими корнями.
Исторически испанский термин Техано использовался для идентификации различных групп людей. Во времена испанской колонизации и перед английской колонизацией это слово применялось в первую очередь к испанским поселенцам на территории нынешнего Техаса (сначала в составе Новой Испании, а с 1821 года в составе Мексики). Во времена независимости Техаса этот термин также применялся ко всем испаноговорящим техасцам, немцам и другим европейцам, проживавшим на территории республики. Сейчас этот термин в основном используется для жителей Техаса мексиканского происхождения, а также коренных жителей территории.

## История

### Испанское правительство
В 1519 году генерал Алонсо Альварес де Пинеда заявил право Испании на территорию Техаса. Тем не менее, власти Испании не уделяли внимания провинции до 1685 года. В этом году Испания получила известие о существовании в Техасе французской колонии, которая, как они посчитали, могла бы поставить под угрозу испанские шахты и судоходные маршруты. Король Испании направил 10 экспедиций в Техас искать французскую колонию. Испанские экспедиции, проведённые между 1690 и 1693  годами, помогли получить более полное представление о месте для провинциального правительства и поселенцев, пришедших в Техас позднее.
Первые техано построили поселения в трех различных регионах: в области Накодочес на севере, в районе Беар—Голиад вдоль реки Сан-Антонио, а также в скотоводческой области между реками Рио-Гранде и Нуэсес. Три группы были независимыми друг от друга, хотя имели много общего. Основным объединяющим фактором была их общая обязанность защищать границу Техаса. Некоторые из первых поселенцев техано были переселенцами с Канарских островов. Их семьи были в числе первых поселившихся в крепости Сан-Антонио-де-Бехар в 1731 году (в районе современного Сан-Антонио). Вскоре после этого они установили первое гражданское правительство в Техасе в Ла-Вилья-де-Сан-Фернандо.
Фермерское хозяйство было основным видом деятельности в поселении Беар-Голиад, которое состояла из пояса ранчо, простиравшегося вдоль реки Сан-Антонио. Поселок Накодочес был расположен в Северном Техасе. Теханос в Накодочесе торговали с французскими и английскими жителями Луизианы и были под их культурным влиянием. Третье поселение было расположено к северу от Рио-Гранде в сторону реки Нуэсес. Южные скотоводы были гражданами испанского происхождения из штата Тамаулипас и других регионов северной Мексики и отождествляются с культурой испанских креолов. Они были из той же нации, что и первые поселенцы техано. В 1840 году северные мексиканские штаты Нуэво-Леон, Коауила и Тамаулипас предприняли неудачную попытку выхода из Мексики, создав республику Рио Гранде со столицей в нынешнем Ларедо. Тем не менее их долгожданное воссоединение с техано не увенчалось успехом.

### Мексиканское правительство
По окончании мексиканской войны за независимость в 1821 году на территории Техаса жили около 4000 техано и небольшое количество иммигрантов. В 1820-х годах на территорию Техаса переехало большое число переселенцев из США, чему способствовало принятие закона о колонизации, поощрявшего переселение. К 1830 году 30 000 поселенцев в Техасе превосходили испанских техано в шесть раз. Переселенцы и коренные жители выступали против попыток централизации власти из Мехико и мер, предпринимаемых Санта-Анной. Напряженность в отношениях между центральным мексиканским правительством и поселенцами в итоге привела к Техасской революции. После революции многие техано опасались принимать лекарства из рук американцев, так как те подозревали и обвиняли техано в саботаже и пособничестве Санта-Анне.

### XX век
В 1915 техасские повстанцы в Мексике распространили в городе Сан-Диего, в Южном Техасе, манифест. Манифест «План Сан-Диего» призывал латиноамериканцев отвоевать юго-запад и убить всех англичан в Техасе. Были проведены многочисленные приграничные рейды, убийства и саботаж, но Техасские рейнджеры подавили восстание. Большинство техано отвергли план и подтвердили свою лояльность к США, основав Лигу объединенных латиноамериканских граждан (LULAC). Её возглавили профессионалы, бизнесмены и модернизаторы. Организация стала центром гражданской позиции и защиты гражданских прав техано.
В 1963 техано организовались и выиграли выборы в Кристал-Сити, взяв под свой контроль власть в городе и школьном совете. Это событие ознаменовало начало повышения политической активности техано В 1969-70 годах город был взят под контроль другой группой техано. Новый лидер Хосе Анхель Гутьеррес был радикальным националистом и работал над формированием националистического движения чикано на всем юго-западе. Он способствовал популяризации понятий  «чикано» и «ацтлан». К концу 1970-х его движение было разделено на конкурирующие группировки..

## Этимология и использование
В испанском языке термин tejano может применяться по отношению к любому жителю Техаса независимо от его расы и этнической принадлежности. Во время испанского колониального периода Техаса, до объявления независимости Мексикой в 1821 году, большинство поселенцев севера Новой Испании, в том числе в Северной Мексике, Техасе и на юго-западе США, были потомками испанцев.
Различные представители техано могут считать себя потомками как мексиканцев, так и чикано/американо-мексиканцев, испанцев или испано. В городах и некоторых сельских областях техано, как правило, хорошо интегрированы как в латиноамериканскую, так и в американскую культуру.
В то время как большое количество людей, пришедших в Техас в основном из Центральной и Южной Мексики, идентифицируют себя с культурой метисов (смеси культур коренных народов Мексики и Испании) и относят свою историю к истории Мексики, большинство людей, чьи предки колонизировали Техас, а также большинство людей из современных северных мексиканских штатов идентифицируют себя с культурой испанцев или креолов. Многие из них относят свою историю к истории Испании или США как следствие участия Испании и её колониальных провинций Техаса и Луизианы в американской революции.

## Культура

### Музыка
Изначально музыка техано тесно связана с мексиканским направлением мариачи с добавлением европейских, а позднее американских мотивов (рок-н-ролла, R&B, поп и кантри). Культура и музыка американских ковбоев также является смешением культур англо-американских колонизаторов Техаса из американского Юга и первопроходцев техано и их культуры «вакеро».

### Кухня
Кухня, получившая название Текс-Мекс, была изобретена техано как гибрид испанской и индейской кухонь под влиянием мексиканской.
Для кухни Текс-Мекс характерно частое использование плавленого сыра, мяса (особенно говядины), бобов и специй в дополнение к мексиканским тортильям. Чили кон карне, чили кон кесо, отдельные виды энчилады и фахита являются изобретениями кухни текс-мекс. Общей чертой текс-мекс является объединение указанных выше блюд в одно. Закуска в виде кукурузных чипсов с сальсой или другим острым соусом считается также изобретением текс-мекс. В XX веке произошла дальнейшая американизация текс-мекса, так как товары из США, такие как жёлтый сыр, стали дёшевы и легкодоступны. Текс-мекс также позаимствовал специи из других кухонь мира, например, кумин.
Даниэль Арреола утверждает, что можно провести границу мексиканской кухни в южном Техасе, оперируя терминами «тако - буррито» и «тако - барбекю». К западу от этой линии мексиканская еда подается в мучной лепёшке и её часто называют буррито под влиянием кухни мексиканского штата Чиуауа. К югу и востоку от этой линии та же самая еда может просто называется тако, показывая влияние текс-мекс. На севере, эта пища уступает барбекю и гамбургерам, отражающих влияние европейских кухонь, кухонь юга США и афроамериканцев.